# 苏黎世大教堂

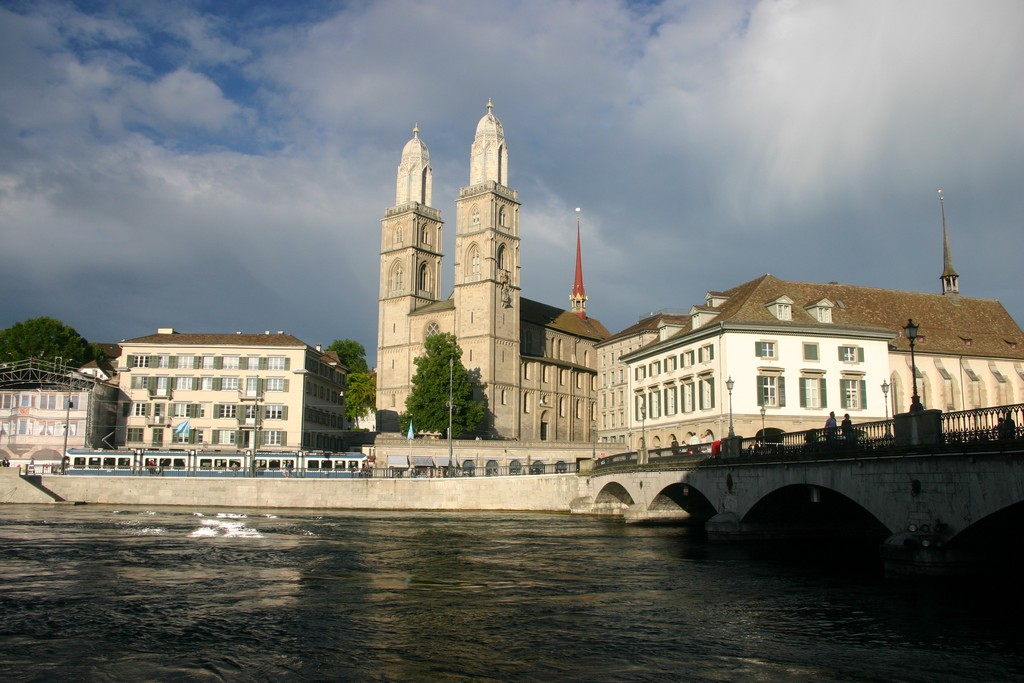
湖畔的苏黎世大教堂

苏黎世大教堂（Grossmünster）是瑞士苏黎世的3座主要教堂之一（另外两座是苏黎世圣母大教堂和圣彼得教堂）。教堂位于利马特河河岸附近。今天的教堂始建于1100年前后，约1220年揭幕。根据传说最早的教堂为查理曼创建。苏黎世大教堂是一座修道院教堂，在中世纪与利马特河对面的苏黎世圣母大教堂形成竞争。查理曼的坐骑跪倒在苏黎世主保圣人Felix 和 Regula墓前。根据传说，它早于圣母大教堂，后者由查理曼的孙子所建。最近的考古证据证明此处是罗马人的墓地。 
苏黎世大教堂在宗教改革历史上扮演重要角色。1520年，慈运理在苏黎世大教堂任职期间开始了瑞士德语区宗教改革，在1523年，他赢得了一系列由法官主持的辩论，最终导致当地政权批准教会与罗马教宗断绝关系。在1524年，偶像破坏者移走了管风琴和宗教雕像。其他变化还包括，放弃四旬斋，改变弥撒，否定独身，在斋戒日吃肉，将聖經選讀集改为新约全书7年循环，教会音乐方面的禁令，以及其他重大的改革，使这个教堂成为宗教改革史上最重要的地点之一和瑞士德语区宗教改革的诞生地 。该教堂设有宗教改革博物馆和苏黎世大学神学院。
苏黎世大教堂为罗曼式，其双塔被视为苏黎世公认的地标。